# コーリー・クルーバー
- コーリー・クリューバー
- コーリー・クラバー

コーリー・スコット・クルーバー（Corey Scott Kluber, 1986年4月10日 - ）は、アメリカ合衆国アラバマ州バーミングハム出身の元プロ野球選手（投手）。右投右打。愛称はクルボット（Klubot）他（後述）。

## 経歴

### プロ入りとパドレス傘下時代

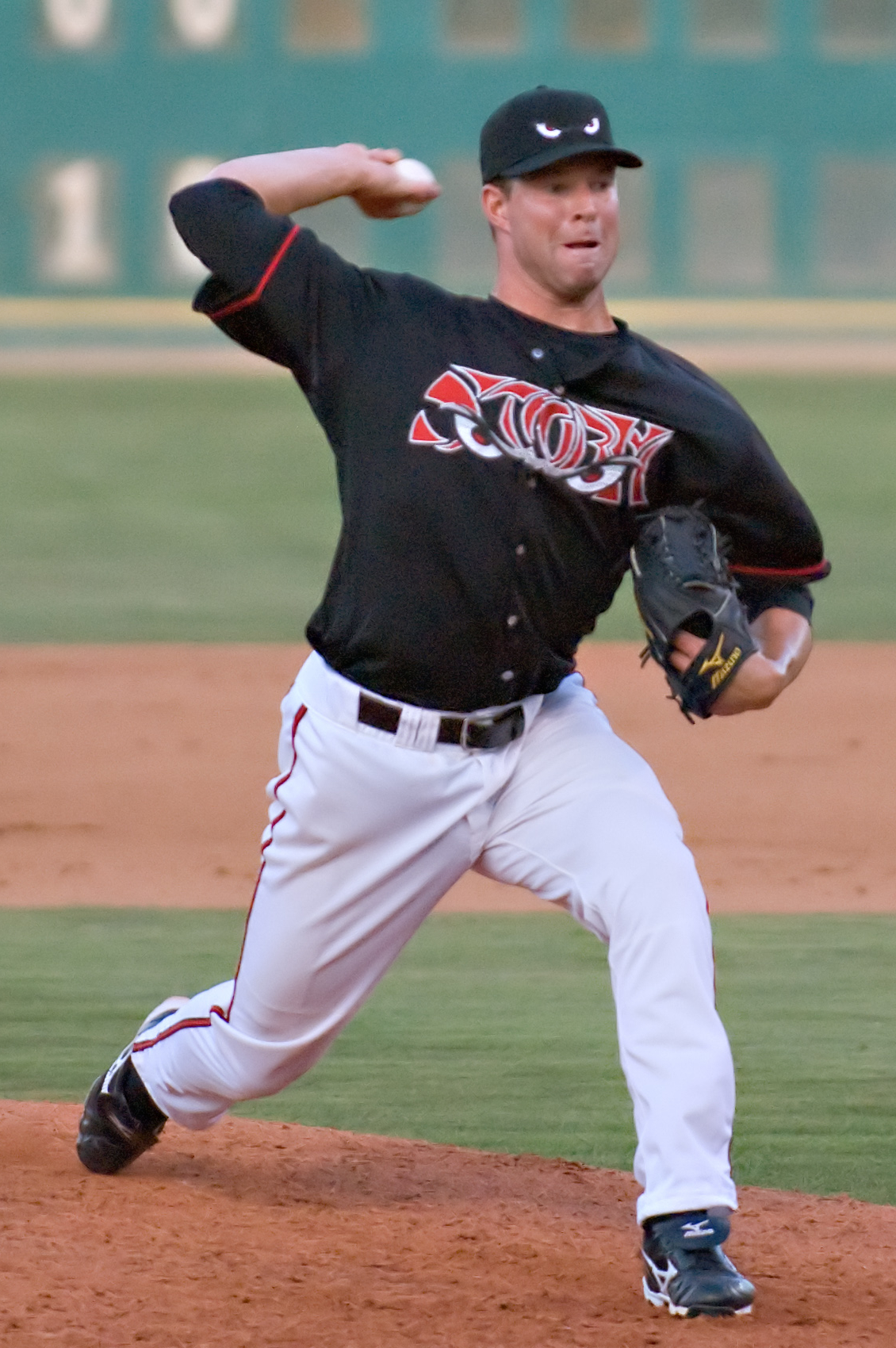
パドレス傘下時代
（2008年7月6日）

2007年のMLBドラフト4巡目（全体134位）でサンディエゴ・パドレスから指名を受け、プロ入り。
2010年途中まで傘下のマイナーチームでプレーした。

### インディアンス時代
2010年7月31日にパドレス、セントルイス・カージナルスが絡む三角トレードで、クリーブランド・インディアンスへ移籍した。

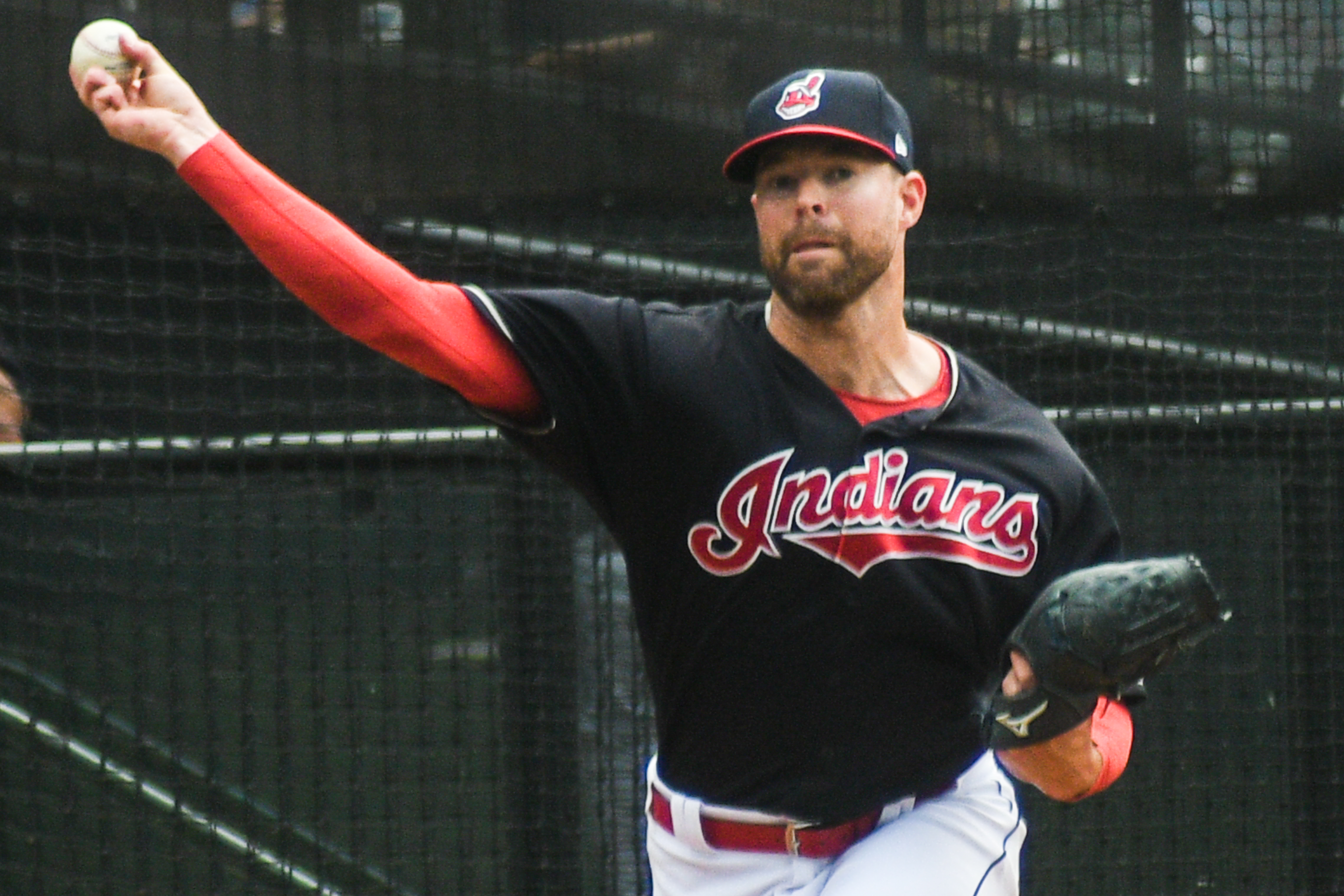
クリーブランド・インディアンス時代
（2017年7月23日）

2011年9月1日のオークランド・アスレチックス戦でメジャーデビューを果たす。
2012年は傘下のAAA級コロンバス・クリッパーズでは21試合に先発登板して11勝7敗、防御率3.59の好成績を残すも、メジャーでは12試合に先発登板して2勝5敗、防御率5.14だった。
2013年は途中から先発ローテーションに定着。規定投球回には到達しなかったが、26試合（先発24試合）に登板して11勝5敗、防御率3.85の成績を残した。
2014年7月19日のデトロイト・タイガース戦で10勝目を挙げ、2年連続で2桁勝利を達成した。また、オールスターゲームのメンバーの最終候補にも挙げられた。9月は6試合に投げて43イニングで防御率2.09、56奪三振などと活躍し、ピッチャー・オブ・ザ・マンスを初めて受賞した。9月16日以降の3試合では、それぞれ14、14、11奪三振と3試合連続で2桁奪三振を記録した。最終的には18勝でアメリカンリーグ最多勝のタイトルを獲得した。防御率がリーグ3位、勝率がリーグ9位、奪三振がリーグ2位と投手の中ではリーグ1位の成績を残したことから、フェリックス・ヘルナンデスらを抑えてサイ・ヤング賞を初めて受賞した。
2015年5月14日のセントルイス・カージナルス戦では史上5人目となる無四球での18奪三振を記録した。出だしが不調で、5月初旬には防御率が5.00を超えた時期もあった。しかし、その後2試合の登板で計17.0イニングを投げ、1失点、30奪三振という投球を披露してからは安定感を取り戻し、防御率3点台を維持した。好投しても勝ち運に恵まれず、9勝止まりでリーグワーストの16敗を喫した。防御率は3.49、リーグ3位の245奪三振を記録した。
2016年も序盤は低調で、5月終了時点で4勝6敗、防御率4.15だったが、6月以降は立ち直り8月には5連勝を記録。最終的には18勝（リーグ3位）、防御率3.14（同4位）、227奪三振（同5位）と復調した。ボストン・レッドソックスとのディビジョンシリーズでは第2戦に先発し、7回無失点で勝利投手となった。トロント・ブルージェイズとのアメリカンリーグチャンピオンシップシリーズ（ALCS）では第1戦と第4戦に先発登板し、1勝1敗、防御率1.59であった。シカゴ・カブスとのワールドシリーズでは、2011年のクリス・カーペンター以来となるシリーズ3度の先発となった。第1戦では6回無失点、第4戦では6回1失点でどちらも勝利投手となった。このポストシーズン全体では5試合に登板し、防御率0.89と安定していたものの、3勝3敗で迎えた第7戦では4.0イニングを4失点で降板（勝敗つかず）。チームは延長戦で敗れワールドシリーズ優勝を逃した。オフにはサイ・ヤング賞の投票ではリック・ポーセロ、ジャスティン・バーランダーに次ぐ3位だった。
2017年も序盤は低調で、4月の防御率は4.19に留まり、さらに5月3日の試合で3回5失点と打ち込まれると試合後に腰の違和感を訴えて10日間の故障者リスト入り。6月1日のゲームで復帰すると、6月は6試合の先発登板で1完封を含む4勝0敗、防御率1.26の好成績を記録してピッチャー・オブ・ザ・マンスを受賞した。また2年連続となるオールスターゲームに選出された。最終的に29試合に先発登板し、18勝4敗、防御率2.25、奪三振265を記録、約1カ月の離脱をものともせず3年ぶりの最多勝、自身初の最優秀防御率の2冠を達成し、5完投、3完封もリーグ1位だった。チームメイトのカルロス・カラスコも最多勝であり、ア・リーグとしては47年ぶり3度目のチームメイト2人による最多勝となった。ポストシーズンではニューヨーク・ヤンキースとのディビジョンシリーズでは2試合に登板したが、4被弾、9失点と炎上した。オフの11月15日にクリス・セールらを抑えて自身2度目のサイ・ヤング賞を受賞した。
2018年は前年までとは打って変わって開幕から好調を維持し、5月までに8勝2敗、防御率2.02を記録した。6月は3勝2敗、防御率4.08だったが、それ以降も安定した成績で、最終的には33試合の先発登板でリーグ最多の215イニングを投げ、20勝7敗、防御率2.89、奪三振222と自身初の20勝を達成した。カルロス・カラスコ、トレバー・バウアー、マイク・クレビンジャーと一緒に史上初となる同一シーズン同一球団から4人の200奪三振投手の一員となった。ポストシーズンではヒューストン・アストロズとのディビジョンシリーズ第1戦に先発したが、3被弾で降板した。オフのサイ・ヤング賞の投票ではブレイク・スネル、ジャスティン・バーランダーに次ぐ3位だった。
2019年5月1日のマイアミ・マーリンズ戦で102.2mph（約164.5km/h）の打球が直撃して右腕を骨折。その後のシーズンもリハビリを重ねていたが、腹部の圧迫感により中断。シーズン中の復帰は不可能となり、わずか7試合の先発登板で防御率5.80に終わった。同年オフの10月2日に1年総額1750万ドルのオプションを行使した。

### レンジャーズ時代
2019年12月15日にデライノ・デシールズ・ジュニアとエマヌエル・クラセとのトレードで、テキサス・レンジャーズへ移籍した。2021年まで2年総額3550万ドルを残していたが、レンジャーズ側が全額引き受けることで合意した。背番号はインディアンス時代と同じ「28」。
2020年は1試合の登板に留まった。オフの10月30日に球団からオプションを破棄され、FAとなった。

### ヤンキース時代
2021年1月27日にヤンキースと1100万ドルの1年契約を結んだ。5月14日にオリオールズ戦で通算1500奪三振を記録した。5月19日の古巣レンジャーズ戦で球団史上1999年以来、自身初、結果的に唯一となるノーヒットノーランを達成した。5月25日のトロント・ブルージェイズ戦で3回2失点で降板し、その翌日に故障者リストに登録された。オフの11月3日にFAとなった。

### レイズ時代
2021年12月1日にタンパベイ・レイズと800万ドルの1年契約を結んだ。オプションとして最大500万ドルの出来高が含まれる。
2022年4月10日の36歳の誕生日にレイズ移籍後初登板を果たした。オフの11月6日にFAとなった。

### レッドソックス時代
2022年12月28日にボストン・レッドソックスと1年契約を結んだ。
2023年は6月20日のツインズ戦にてキャリア唯一のセーブを記録したが、この試合後に右肩を痛めて故障者リスト入りし、以降の登板はなかった。オフの11月3日に球団からオプションを破棄され、FAとなった。
2024年2月9日に自身のinstagramにて現役引退を発表した。

## 選手としての特徴
平均球速約93mph（約150km/h）のフォーシーム、シンカーと平均球速約145km/hの高速スライダーを中心としていたが、2011年からシンカーの比率を大幅に増加させた。また、高速スライダーと低速スライダーを使い分け、チェンジアップも投げる。以降もフォーシームは投げるが、特に2020年以降は持ち球の中ではもっとも投球数の少ない球種になり全体の10％にも満たない。速球の最速は、2013年に計測した98.2mph（約158km/h）。
尚、低速スライダーは、メディアによってはカーブとして、高速スライダーはカットボールとして扱われる場合もある。クルーバー本人は変化球の総称であるブレイキングボールと呼んでいる。

## 人物
愛称は"クルーブス"（"Klubes"）、"ハンス・クルバー"（"Hans Kluber"）、"クルボット"（"Klubot"）など。

## 詳細情報

### 年度別投手成績
| 年 度         | 球 団         | 登 板 | 先 発 | 完 投 | 完 封 | 無 四 球 | 勝 利 | 敗 戦 | セ 丨 ブ | ホ 丨 ル ド | 勝 率 | 打 者 | 投 球 回 | 被 安 打 | 被 本 塁 打 | 与 四 球 | 敬 遠 | 与 死 球 | 奪 三 振 | 暴 投 | ボ 丨 ク | 失 点 | 自 責 点 | 防 御 率 | W H I P |
| ------------- | ------------- | ----- | ----- | ----- | ----- | -------- | ----- | ----- | -------- | ----------- | ----- | ----- | -------- | -------- | ----------- | -------- | ----- | -------- | -------- | ----- | -------- | ----- | -------- | -------- | ------- |
| 2011          | CLE           | 3     | 0     | 0     | 0     | 0        | 0     | 0     | 0        | 0           | ----  | 25    | 4.1      | 6        | 0           | 3        | 0     | 2        | 5        | 1     | 0        | 4     | 4        | 8.31     | 2.08    |
| 2012          | CLE           | 12    | 12    | 0     | 0     | 0        | 2     | 5     | 0        | 0           | .286  | 281   | 63.0     | 76       | 9           | 18       | 0     | 4        | 54       | 2     | 0        | 44    | 36       | 5.14     | 1.49    |
| 2013          | CLE           | 26    | 24    | 0     | 0     | 0        | 11    | 5     | 0        | 0           | .688  | 608   | 147.1    | 153      | 15          | 33       | 0     | 5        | 136      | 1     | 0        | 67    | 63       | 3.85     | 1.26    |
| 2014          | CLE           | 34    | 34    | 3     | 1     | 3        | 18    | 9     | 0        | 0           | .667  | 951   | 235.2    | 207      | 14          | 51       | 3     | 6        | 269      | 3     | 0        | 72    | 64       | 2.44     | 1.09    |
| 2015          | CLE           | 32    | 32    | 4     | 0     | 0        | 9     | 16    | 0        | 0           | .360  | 886   | 222.0    | 189      | 22          | 45       | 3     | 11       | 245      | 6     | 1        | 92    | 86       | 3.49     | 1.05    |
| 2016          | CLE           | 32    | 32    | 3     | 2     | 0        | 18    | 9     | 0        | 0           | .667  | 860   | 215.0    | 170      | 22          | 57       | 1     | 7        | 227      | 5     | 1        | 82    | 75       | 3.14     | 1.06    |
| 2017          | CLE           | 29    | 29    | 5     | 3     | 3        | 18    | 4     | 0        | 0           | .818  | 777   | 203.2    | 141      | 21          | 36       | 2     | 5        | 265      | 4     | 0        | 56    | 51       | 2.25     | 0.87    |
| 2018          | CLE           | 33    | 33    | 2     | 1     | 0        | 20    | 7     | 0        | 0           | .741  | 842   | 215.0    | 179      | 25          | 34       | 0     | 3        | 222      | 2     | 0        | 75    | 69       | 2.89     | 0.99    |
| 2019          | CLE           | 7     | 7     | 0     | 0     | 0        | 2     | 3     | 0        | 0           | .400  | 168   | 35.2     | 44       | 4           | 15       | 0     | 3        | 38       | 1     | 0        | 26    | 23       | 5.80     | 1.65    |
| 2020          | TEX           | 1     | 1     | 0     | 0     | 0        | 0     | 0     | 0        | 0           | ----  | 3     | 1.0      | 0        | 0           | 1        | 0     | 0        | 1        | 0     | 0        | 0     | 0        | 0.00     | 1.00    |
| 2021          | NYY           | 16    | 16    | 1     | 1     | 0        | 5     | 3     | 0        | 0           | .625  | 341   | 80.0     | 74       | 8           | 33       | 0     | 5        | 82       | 3     | 0        | 37    | 34       | 3.83     | 1.34    |
| 2022          | TB            | 31    | 31    | 0     | 0     | 0        | 10    | 10    | 0        | 0           | .500  | 689   | 164.0    | 178      | 20          | 21       | 0     | 10       | 139      | 2     | 0        | 82    | 79       | 4.34     | 1.21    |
| 2023          | BOS           | 15    | 9     | 0     | 0     | 0        | 3     | 6     | 1        | 0           | .333  | 257   | 55.0     | 69       | 17          | 21       | 0     | 4        | 42       | 1     | 0        | 47    | 43       | 7.04     | 1.64    |
| MLB通算：13年 | MLB通算：13年 | 271   | 260   | 18    | 8     | 6        | 116   | 77    | 1        | 0           | .601  | 6688  | 1641.2   | 1486     | 177         | 368      | 9     | 65       | 1725     | 31    | 2        | 684   | 627      | 3.44     | 1.13    |

- 各年度の太字はリーグ最高

### 年度別守備成績
| 年 度 | 球 団 | 投手（P） | 投手（P） | 投手（P） | 投手（P） | 投手（P） | 投手（P） |
| 年 度 | 球 団 | 試 合     | 刺 殺     | 補 殺     | 失 策     | 併 殺     | 守 備 率  |
| ----- | ----- | --------- | --------- | --------- | --------- | --------- | --------- |
| 2011  | CLE   | 3         | 0         | 0         | 0         | 0         | ----      |
| 2012  | CLE   | 12        | 9         | 5         | 0         | 1         | 1.000     |
| 2013  | CLE   | 26        | 12        | 18        | 1         | 1         | .968      |
| 2014  | CLE   | 34        | 14        | 17        | 0         | 1         | 1.000     |
| 2015  | CLE   | 32        | 16        | 25        | 0         | 2         | 1.000     |
| 2016  | CLE   | 32        | 19        | 17        | 1         | 1         | .973      |
| 2017  | CLE   | 29        | 15        | 16        | 1         | 1         | .969      |
| 2018  | CLE   | 33        | 19        | 13        | 0         | 0         | 1.000     |
| 2019  | CLE   | 7         | 0         | 3         | 0         | 0         | 1.000     |
| 2020  | TEX   | 1         | 0         | 0         | 0         | 0         | ----      |
| 2021  | NYY   | 16        | 4         | 5         | 1         | 0         | .900      |
| 2022  | TB    | 31        | 7         | 9         | 1         | 1         | .941      |
| 2023  | BOS   | 15        | 2         | 3         | 1         | 0         | .833      |
| MLB   | MLB   | 271       | 117       | 131       | 6         | 8         | .976      |

- 各年度の太字はリーグ最高

### タイトル
- 最多勝利：2回（2014年、2017年）
- 最優秀防御率：1回（2017年）

### 表彰
- サイ・ヤング賞：2回（2014年、2017年）
- ピッチャー・オブ・ザ・マンス：5回（2014年9月、2016年8月、2017年6月・8月・9月）
- プレイヤー・オブ・ザ・ウィーク：6回（2013年6月10日 - 16日、2014年9月15日 - 21日、2017年6月19日 - 25日・9月11日 - 17日、2021年4月26日 - 5月2日・5月17日 - 23日）
- ルー・ゲーリッグ賞：1回（2018年）

### 記録
MLB
- MLBオールスターゲーム選出：3回（2016年 - 2018年）
- ノーヒットノーラン : 1回（2021年5月19日、対テキサス・レンジャーズ戦）
- 同一シーズン同一球団で4人の200奪三振：2018年（カルロス・カラスコ、トレバー・バウアー、マイク・クレビンジャーと共に）[11]

### 背番号
- 34（2011年）
- 28（2012年 - 2023年）